# Lophodelta
Lophodelta é um gênero de traça pertencente à família Arctiidae.